# Atraphaxis laetevirens
Atraphaxis laetevirens (Ledeb.) Jaub. & Spach – gatunek rośliny z rodziny rdestowatych (Polygonaceae Juss.). Występuje naturalnie w południowo-wschodniej Rosji, Kazachstanie, Kirgistanie, Mongolii oraz zachodnich Chinach (w regionie autonomicznym Sinciang). 

## Morfologia
PokrójZrzucający liście krzew dorastający do 30–80 cm wysokości.
LiścieBlaszka liściowa jest skórzasta i ma kształt od eliptycznego do niemal okrągłego. Mierzy 15–23 mm długości oraz 10 mm szerokości, o zaokrąglonej nasadzie i tępym wierzchołku. Gatka ma obły kształt.
KwiatyZebrane w grona, rozwijają się na szczytach pędów. Listków okwiatu jest 5, mają kształt od owalnego do nerkowatego i różową barwę, mierzą do 5–6 mm długości.
OwoceTrójboczne niełupki o jajowatym kształcie.

## Biologia i ekologia
Rośnie na stepach oraz stokach. Występuje na wysokości od 900 do 1500 m n.p.m. Kwitnie od maja do czerwca.